# 河村義人
河村 義人（かわむら よしと、1962年7月25日 - ）は、日本の著作家。千年紀文学の会会員。社会理論学会会員。鳥取県出身。ホームベースは、文学。「反戦」「反差別」を主なテーマとして、小説、評論、書評、エッセイなど様ざまなジャンルで言論活動を展開している。英語・中国語も堪能。

## 経歴
鳥取大学教育学部附属中学校、県立鳥取西高校を経て、早稲田大学第一文学部（中国文学専修）卒業。在学中に、上海復旦大学に留学（中国現代文学専攻）、普通進修生を修了。
大学卒業後、三井銀行に入行。三井住友銀行を経て、関連会社に転籍出向。

## 受賞
- 評論「前進する文学―中上健次と梁石日」で2015労働者文学賞「佳作」
- 評論「部落問題としての美作血税一揆」で第45回部落解放文学賞「佳作」
- 評論「川元祥一論―「部落民」という実存」で第46回部落解放文学賞「佳作」
- 短篇小説「幽冥にて」で第46回部落解放文学賞「入選」

## 代表作
- 『子どもたちへのブンガク案内ー親なら読ませたい名作たち』飯塚書店（2005/06）
- 『事実と虚構のはざまで』千書房（2022/07）
- 『反戦の書を読むー戦争を根絶するために』垣内出版（2022/12）
- 『エヴリンの幻影』千書房（2023/07）